# Клюквин, Иван Сергеевич
Иван Сергеевич Клюквин (1900—1952) — советский актёр театра и кино.

## Биография
Родился 29 апреля 1900 года в городе Скопин, Рязанской губернии.
После окончания в 1918 году Скопинского реального училища работал экспедитором Побединских каменноугольных копей.
В 1921 году окончил Студию при Театре Пролеткульта, после чего в 1921—1924 годах был актёром Театра Пролеткульта. Участник Великой Отечественной войны, но на фронте не был — служил в 1943—1946 годах ефрейтором в 49-й учебной стрелковой дивизии дислоцировавшейся в Уфе. После войны, в 1946—1948 годах — актёр Театра-студии киноактёра в Москве. В кино снимался с 1924 года, дебютировав в фильме «Стачка» Сергея Эйзенштейна.
Умер 24 июня 1952 года в Москве.

## Творчество

### Фильмография
| - 1924 год — «Стачка» − активист - 1925 год — «Первые огни» − студент Клюквин - 1926 год — «Крылья холопа» − Никишка - 1926 год — «Лесная быль» − Андрей - 1927 год — «Булат-Батыр» − Асфан - 1928 год — «Капитанская дочка» − Швабрин - 1928 год — «Свои и чужие» − Андрей Ребров - 1929 год — «Иуда» − белогвардейский офицер - 1929 год — «Когда зацветут поля» − Гаврила Зеленцов - 1930 год — «Лагерь в горах» − военрук - 1930 год — «Мировое имя» − Иван Щеголев - 1931 год — «Высота 88,5» − комдив - 1931 год — «Те, которые прозрели» − Григорий Волков | - 1932 год — «Двадцать шесть комиссаров» − Петька - 1933 год — «В последнюю ночь» − Федя - 1934 год — «Большая игра» − Назар Плещеев - 1938 год — «Александр Невский» − псковский воин - 1938 год — «Одиннадцатое июля» − Кузьмич - 1939 год — «Моряки» − секретарь райкома - 1939 год — «Степан Разин» − две роли: Иван Разин и крестьянин - 1940 год — «Цена жизни» − Курбан Мередов - 1942 год — Боевой киносборник № 10 − арестованный - 1942 год — «Котовский» − красногвардеец - 1942 год — «Партизаны в степях Украины» − партизан - 1943 год — «Во имя Родины» − санитар - 1944 год — «Свадьба» − Василий |